# Lake Hotel
Het Lake Hotel is een Amerikaans hotel aan het Yellowstonemeer in Yellowstone National Park. Het classicistische hotel verschilt sterk van de andere hotels in het park, zoals de Old Faithful Inn, die voornamelijk in een rustieke bouwstijl zijn opgetrokken.
Het hotel stamt uit 1891 en is opgetrokken in Colonial Revival-architectuur, een heropleving van de klassiek georgiaanse architectuur. Het telde drie verdiepingen en had uitstekende travees aan de uiteinden. De bouw stond onder het toezicht van R.R. Cummins van de Northern Pacific Railroad, dat tegelijkertijd twee andere maar gelijkaardige hotels in het park aan het bouwen was. In 1903 voerde Robert Reamer, de architect van de Old Faithful Inn, een grote verbouwing uit. Onder zijn toezicht werden de travees uitgebreid tot Ionische portico's. Er werd bovendien een oostelijke vleugel toegevoegd, eveneens met een bijhorend portiek. In 1922-1923 werd er nog een uitbreiding aan de oostelijke vleugel uitgevoerd, ditmaal met een plat dak. Een westelijke vleugel met twee verdiepingen werd in 1928 bijgebouwd. In de late jaren 80 werd het Lake Hotel grondig gerenoveerd.
Sinds 16 mei 1991 staat het hotel op het National Register of Historic Places.